# Dit (Unternehmen)
Der dit - Deutscher Investment-Trust Gesellschaft für Wertpapieranlagen mbH war eine deutsche Kapitalanlagegesellschaft mit Sitz in Frankfurt am Main, die sich auf Publikumsfonds für Anleger in Deutschland spezialisierte. 

## Geschichte

### Fondsgesellschaft der Dresdner Bank
Der dit wurde 1955 als Fondsgesellschaft der Dresdner Bank gegründet und deckte zuletzt mit etwa 200 Fonds eine breite Palette von Aktien-, Renten-, Misch-, Geldmarkt-, Garantie-, Dach- und AS-Fonds ab. Offene Immobilienfonds wurden über die Schwestergesellschaft DEGI Deutsche Gesellschaft für Immobilienfonds mbH angeboten. Bekannt war der dit unter anderem durch den Aktienfonds für DAX-Werte Concentra (WKN 847500), den ältesten deutschen Rentenfonds dit-Allianz Rentenfonds (WKN 847504), sowie die Euro-Nachbildung des PIMCO Total Return, den dit-Euro Bond Total Return (WKN 814806), der später in Allianz Euro Bond Fund umbenannt wurde und inzwischen im Allianz Euro Bond (WKN 263262) aufgegangen ist.

### Übernahme durch Allianz

Dit Logo (bis 2006)

2001 wurde der dit in der Folge der Übernahme der Dresdner Bank eine einhundertprozentige Tochter der Allianz AG.
Zum 1. Januar 2007 wurden sowohl der dit als auch der Spezialfonds-Anbieter dbi dresdnerbank investment management Kapitalanlagegesellschaft mbH auf die neue Gesellschaft Allianz Global Investors verschmolzen; der Name „dit“ wurde in den Fondsbezeichnungen durch „Allianz“ ersetzt.